# Miguel Ángel Ramírez Alonso
Miguel Ángel Ramírez Alonso (Las Palmas de Gran Canaria, 20 de marzo de 1969) es un empresario español que presidió el Grupo Ralons y máximo accionista de Unión Deportiva Las Palmas. Fue presidente y fundador de Seguridad Integral Canaria que llegó a ser una de las empresas de seguridad más importantes de España.

## Trayectoria empresarial
En 1990 fundó una empresa de transporte urgente de mercancías con sedes en Madrid, Barcelona y Canarias. Simultáneamente hace una incursión en el negocio de la alimentación minorista con una cadena de charcuterías y abre una tienda dedicada al mundo de las mascotas.
En 1995 fundó la sociedad mercantil Seguridad Integral Canaria (SIC), punto de partida de su expansión empresarial hasta configurar el Grupo Ralons a partir del año 2003. SIC llega a alcanzar el liderazgo en el sector de la seguridad privada en el Archipiélago Canario y el quinto puesto en el ranking nacional. En octubre de 2012 se convierte en dueño único de Seguridad Integral Canaria y en junio de 2018 vende el 100 % de las acciones a quien ya era su administrador desde noviembre de 2011, Héctor de Armas Torrent.
En noviembre de 2011 fue condenado a tres años de prisión por un delito contra la ordenación del territorio. En octubre de 2013 consiguió el indulto a la condena en contra de la opinión del fiscal, si bien dicho indulto fue anulado en junio de 2015 por el Tribunal Supremo hasta que se subsanara el defecto consistente en la ausencia de informe de la Audiencia Provincial de Las Palmas, que finalmente se emitió de modo favorable en octubre de ese mismo año. Cuatro meses antes del indulto, en junio de 2013, la Sala de lo Contencioso-Administrativo del Tribunal Superior de Justicia de Canarias sentenciaba que las obras que habían propiciado la condena en la vía penal eran legalizables porque no incumplían ninguna de las normas urbanísticas aplicables. En marzo de 2017 el Juzgado de lo Contencioso Administrativo número 4 de Las Palmas declaraba firme esa sentencia, de modo que se autorizaba al empresario a realizar las mismas obras por las que inicialmente había sido condenado a 3 años de cárcel. Finalmente en febrero de 2018 la Audiencia Provincial de Las Palmas declaraba definitivamente prescrita la condena.
Miguel Ángel Ramírez fue asociado a dos pagos al Partido Popular en 2010 y 2011 por un montante total de 150 000 euros.
Actualmente Miguel Ángel Ramírez gestiona una veintena de empresas, la mayoría de ellas vinculadas a la prestación de servicios. 
Desde 2005 preside la Unión Deportiva Las Palmas, club del que se hizo cargo cuando militaba en Segunda División B y estaba intervenido judicialmente por una deuda en torno a los 72 millones de euros. Durante su gestión, se salvó aquel estado al borde de la desaparición, se ha saneado totalmente la economía de la entidad y este año 2023 el equipo ha ascendido a Primera División de España. Desde 2020 es el máximo accionista de la entidad.
En 2016 fue imputado por delitos de fraude cuando era máximo accionista de la empresa Seguridad Integral Canaria. En abril de 2024 fue declarado inocente de los cargos.